# Despina (luna)
Despina (grško Δέσποινα: Despoina) je Neptunu tretji najbližji naravni satelit.

## Odkritje in imenovanje
Luno Despino je odkril Stephen P. Synnott in skupina Voyager imaging Team julija leta 1989. Takrat je dobila začasno ime S/1989 N 3.
Odkritje je bilo objavljeno 29. septembra. Ime je dobila 16. septembra 1991  
po nimfi Despini iz grške mitologije .

## Lastnosti
Luna Despina ima zelo nepravilno obliko. Verjetno se od njenega nastanka njena oblika ni spremenjala z notranjimi geološkimi procesi. Izgleda kot, da je nastala z združevanjem delcev nekega Neptunovega satelita, ki je razpadel zaradi motenj, ki jih je povzročala luna Titan  kmalu potem, ko je bil ta zajet v tirnico z veliko izsrednostjo. 

Tirnica lune Despine leži zelo blizu, vendar zunaj tirnice lune Talase. Leži v Verrierjevem obroču. Ker je njena tirnica bliže kot bi bila sinhrona tirnica, se zaradi delovanja plimskih sil počasi približuje Neptunovi atmosferi, kjer bo razpadla. Možno je tudi, da bo razpadla v planetni obroč, če se bo spustila pod Rocheevo mejo.